# NWSL awards
A National Women's Soccer League entrega seis prêmios anuais para as jogadoras que mais se destacaram durante a temporada. Esses prêmios são: Chuteira de Ouro (para a artilheira do campeonato), Melhor Jogadora do Ano (MVP), Defensora do Ano, Goleira do Ano, Revelação do Ano e Técnico do Ano. Os prêmios são votados pela mídia (25%), técnicos e donos dos times (25%) e jogadoras (50%).
Além disso, a liga ainda escolhe uma "Seleção do Ano" (NWSL Best XI team) e uma "Seleção Reserva do Ano" (NWSL Second XI team), que são votadas por jornalistas, oficiais dos clubes e jogadoras. Os votantes tem que eleger quatro defensoras e uma combinação de seis meio campistas e atacantes, com no mínimo uma e no máximo três atacantes. A "Goleira do Ano" é automaticamente incluída na Seleção do Ano. A Seleção Reserva do Ano é composta pelas atletas subsequentemente mais votadas e que não ficaram entre as 11 mais votadas.

## Chuteira de Ouro
- 2013 –  Lauren Cheney, FC Kansas City[2]
- 2014 –  Kim Little, Seattle Reign FC[3]
- 2015 –  Crystal Dunn, Washington Spirit[4]
- 2016 –  Lynn Williams, Western New York Flash[5]
- 2017 –  Sam Kerr, Sky Blue FC[6]
- 2018 -  Sam Kerr, Chicago Red Stars[7]
- 2019 -  Sam Kerr, Chicago Red Stars[8]
- 2021 -  Ashley Hatch, Washington Spirit[9]
- 2022 -  Alex Morgan, San Diego Wave FC[10]
- 2023 -  Sophia Smith, Portland Thorns FC[11]

## Melhor Jogadora do Ano (MVP)
- 2013 –  Lauren Cheney, FC Kansas City[2]
- 2014 –  Kim Little, Seattle Reign FC[12]
- 2015 –  Crystal Dunn, Washington Spirit[13]
- 2016 –  Lynn Williams, Western New York Flash[14]
- 2017 –  Sam Kerr, Sky Blue FC[15]
- 2018 –  Lindsey Horan, Portland Thorns FC[16]
- 2019 –  Sam Kerr, Chicago Red Stars[17]
- 2021 -  Jess Fishlock, OL Reign[18]
- 2022 -  Sophia Smith, Portland Thorns FC,[19]
- 2023 -  Kerolin, North Carolina Courage,[20]

## Goleira do Ano
- 2013 –  Nicole Barnhart, FC Kansas City[2]
- 2014 –  Alyssa Naeher, Boston Breakers[21]
- 2015 –  Michelle Betos, Portland Thorns FC[22]
- 2016 –  Ashlyn Harris, Orlando Pride[23]
- 2017 –  Adrianna Franch, Portland Thorns FC[24]
- 2018 –  Adrianna Franch, Portland Thorns FC[25]
- 2019 -  Aubrey Bledsoe, Washington Spirit [26]
- 2021 -  Aubrey Bledsoe, Washington Spirit [27]
- 2022 -  Kailen Sheridan, San Diego Wave FC [28]
- 2023 -  Jane Campbell, Houston Dash [29]

## Defensora do Ano
- 2013 –  Becky Sauerbrunn, FC Kansas City[2]
- 2014 –  Becky Sauerbrunn, FC Kansas City[30]
- 2015 –  Becky Sauerbrunn, FC Kansas City[31]
- 2016 –  Lauren Barnes, Seattle Reign FC[32]
- 2017 –  Abby Dahlkemper, North Carolina Courage[33]
- 2018 -  Abby Erceg, North Carolina Courage[34]
- 2019 -  Becky Sauerbrunn, Utah Royals FC [35]
- 2021 -  Caprice Dydasco, NY Gotham FC [36]
- 2022 -  Naomi Girma,San Diego Wave FC [37]
- 2023 -  Naomi Girma San Diego Wave FC [38]

## Revelação do Ano
- 2013 –  Erika Tymrak, FC Kansas City[2]
- 2014 –  Julie Johnston, Chicago Red Stars[39]
- 2015 –  Danielle Colaprico, Chicago Red Stars[40]
- 2016 –  Raquel Rodríguez, Sky Blue FC[41]
- 2017 –  Ashley Hatch, North Carolina Courage[42]
- 2018 –  Imani Dorsey, Sky Blue FC[43]

## Técnico do Ano
- 2013 –  Vlatko Andonovski, FC Kansas City[2]
- 2014 –  Laura Harvey, Seattle Reign FC[44]
- 2015 –  Laura Harvey, Seattle Reign FC[45]
- 2016 –  Mark Parsons, Portland Thorns FC[46]
- 2017 –  Paul Riley, North Carolina Courage[47]
- 2018 –  Vlatko Andonovski, Reign FC[48]

## Seleção do Ano (NWSL Best XI)

### 2013
Anunciado em 29 de agosto de 2013

#### Titulares (First XI)
| POSIÇÃO       | JOGADORA           | CLUBE                  | NOTA                    |
| ------------- | ------------------ | ---------------------- | ----------------------- |
| Goleira       | Nicole Barnhart    | FC Kansas City         | 10 shutouts             |
| Defensora     | Christie Rampone   | Sky Blue FC            | 1.20 GAA                |
| Defensora     | Leigh Ann Robinson | FC Kansas City         | 5 assistências          |
| Defensora     | Becky Sauerbrunn   | FC Kansas City         | 1.00 GAA                |
| Defensora     | Brittany Taylor    | Western New York Flash | 3 gols, 4 assistências  |
| Meio campista | Lori Chalupny      | Chicago Red Stars      | 5 gols, 4 assistências  |
| Meio campista | Jess Fishlock      | Seattle Reign FC       | 4 gols                  |
| Meio campista | Lauren Cheney      | FC Kansas City         | 12 gols, 9 assistências |
| Meio campista | Diana Matheson     | Washington Spirit      | 8 gols, 3 assistências  |
| Atacante      | Sydney Leroux      | Boston Breakers        | 11 gols, 2 assistências |
| Atacante      | Abby Wambach       | Western New York Flash | 11 gols, 8 assistências |

#### Reservas (Second XI)
| POSIÇÃO       | JOGADORA           | CLUBE                  |
| ------------- | ------------------ | ---------------------- |
| Goleira       | Adrianna Franch    | Western New York Flash |
| Defensora     | Rachel Buehler     | Portland Thorns        |
| Defensora     | Caitlin Foord      | Sky Blue FC            |
| Defensora     | Ali Krieger        | Washington Spirit      |
| Defensora     | Lauren Sesselmann  | FC Kansas City         |
| Meio campista | Megan Rapinoe      | Seattle Reign FC       |
| Meio campista | Desiree Scott      | FC Kansas City         |
| Meio campista | Erika Tymrak       | FC Kansas City         |
| Atacante      | Alex Morgan        | Portland Thorns        |
| Atacante      | Lianne Sanderson   | Boston Breakers        |
| Atacante      | Christine Sinclair | Portland Thorns        |

### 2014
Anunciado em 29 de agosto de 2014.

#### Titulares (First XI)
| POSIÇÃO       | JOGADORA         | CLUBE              | NOTA                    |
| ------------- | ---------------- | ------------------ | ----------------------- |
| Goleira       | Alyssa Naeher    | Boston Breakers    | 106 defesas             |
| Defensora     | Kendall Fletcher | Seattle Reign FC   | .83 GAA                 |
| Defensora     | Ali Krieger      | Washington Spirit  | 1 gol                   |
| Defensora     | Christie Rampone | Sky Blue FC        | 1 gol, 2 assistências   |
| Defensora     | Becky Sauerbrunn | FC Kansas City     | 8 shutouts              |
| Meio campista | Verónica Boquete | Portland Thorns FC | 4 gols, 6 assistências  |
| Meio campista | Jess Fishlock    | Seattle Reign FC   | 4 gols, 8 assistências  |
| Meio campista | Kim Little       | Seattle Reign FC   | 16 gols, 7 assistências |
| Atacante      | Lauren Cheney    | FC Kansas City     | 8 gols, 7 assistências  |
| Atacante      | Nahomi Kawasumi  | Seattle Reign FC   | 9 gols, 5 assistências  |
| Atacante      | Amy Rodriguez    | FC Kansas City     | 13 gols, 3 assistências |

#### Reservas (Second XI)
| POSIÇÃO       | JOGADORA         | CLUBE                  | NOTA                    |
| ------------- | ---------------- | ---------------------- | ----------------------- |
| Goleira       | Hope Solo        | Seattle Reign FC       | 5 shutouts              |
| Defensora     | Lauren Barnes    | Seattle Reign FC       | .83 GAA                 |
| Defensora     | Stephanie Catley | Portland Thorns FC     | 5 assistências          |
| Defensora     | Stephanie Cox    | Seattle Reign FC       | .83 GAA                 |
| Defensora     | Julie Johnston   | Chicago Red Stars      | Revelação do Ano        |
| Meio campista | Carli Lloyd      | Western New York Flash | 8 gols, 5 assistências  |
| Meio campista | Allie Long       | Portland Thorns FC     | 9 gols, 3 assistências  |
| Meio campista | Heather O'Reilly | Boston Breakers        | 9 gols, 5 assistências  |
| Atacante      | Christen Press   | Chicago Red Stars      | 6 gols                  |
| Atacante      | Jessica McDonald | Portland Thorns FC     | 11 gols, 1 assistência  |
| Atacante      | Jodie Taylor     | Washington Spirit      | 11 gols, 2 assistências |

### 2015
Anunciado em 24 de setembro de 2015.

#### Titulares (First XI)
| POSIÇÃO       | JOGADORA         | CLUBE              | NOTA                    |
| ------------- | ---------------- | ------------------ | ----------------------- |
| Goleira       | Michelle Betos   | Portland Thorns FC | 45 defesas              |
| Defensora     | Lauren Barnes    | Seattle Reign FC   | 1,800 minutos           |
| Defensora     | Julie Johnston   | Chicago Red Stars  | 1.10 GAA                |
| Defensora     | Amy LePeilbet    | FC Kansas City     | 1,800 minutos           |
| Defensora     | Becky Sauerbrunn | FC Kansas City     | 1.00 GAA                |
| Meio campista | Jess Fishlock    | Seattle Reign FC   | 8 gols, 2 assistências  |
| Meio campista | Kim Little       | Seattle Reign FC   | 10 gols, 7 assistências |
| Meio campista | Allie Long       | Portland Thorns FC | 10 gols, 4 assistências |
| Atacante      | Crystal Dunn     | Washington Spirit  | 15 gols, 3 assistências |
| Atacante      | Christen Press   | Chicago Red Stars  | 10 gols, 2 assistências |
| Atacante      | Beverly Yanez    | Seattle Reign FC   | 9 gols                  |

#### Reservas (Second XI)
| POSIÇÃO       | JOGADORA           | CLUBE             | NOTA                   |
| ------------- | ------------------ | ----------------- | ---------------------- |
| Goleira       | Nicole Barnhart    | FC Kansas City    | 8 shutouts             |
| Defensora     | Stephanie Cox      | Seattle Reign FC  | 1,800 minutos          |
| Defensora     | Kendall Fletcher   | Seattle Reign FC  | 2 gols, 2 assistências |
| Defensora     | Arin Gilliland     | Chicago Red Stars | 1.10 GAA               |
| Defensora     | Leigh Ann Robinson | FC Kansas City    | 1,800 minutos          |
| Meio campista | Danielle Colaprico | Chicago Red Stars | 1,776 minutos          |
| Meio campista | Lauren Cheney      | FC Kansas City    | 2 gols, 2 assistências |
| Meio campista | Carli Lloyd        | Houston Dash      | 4 gols                 |
| Meio campista | Keelin Winters     | Seattle Reign FC  | 1,654 minutos          |
| Atacante      | Sofia Huerta       | Chicago Red Stars | 6 gols, 3 assistências |
| Atacante      | Megan Rapinoe      | Seattle Reign FC  | 5 gols, 5 assistências |

### 2016
Anunciado em 7 de outubro de 2016.

#### Titulares (First XI)
| POSIÇÃO       | JOGADORA         | CLUBE                  | NOTA                    |
| ------------- | ---------------- | ---------------------- | ----------------------- |
| Goleira       | Ashlyn Harris    | Orlando Pride          | 62 defesas              |
| Defensora     | Lauren Barnes    | Seattle Reign FC       | 1,775 minutos           |
| Defensora     | Arin Gilliland   | Chicago Red Stars      | 1.00 GAA                |
| Defensora     | Emily Menges     | Portland Thorns FC     | 0.95 GAA                |
| Defensora     | Becky Sauerbrunn | FC Kansas City         | 1.00 GAA                |
| Meio campista | Tobin Heath      | Portland Thorns FC     | 1 Gol, 10 assistências  |
| Meio campista | Allie Long       | Portland Thorns FC     | 6 gols, 2 assistências  |
| Atacante      | Jessica McDonald | Western New York Flash | 10 gols, 7 assistências |
| Atacante      | Kealia Ohai      | Houston Dash           | 11 gols, 4 assistências |
| Atacante      | Christen Press   | Chicago Red Stars      | 8 gols                  |
| Atacante      | Lynn Williams    | Western New York Flash | 11 gols, 5 assistências |

#### Reservas (Second XI)
| POSIÇÃO       | JOGADORA           | CLUBE             | NOTA                   |
| ------------- | ------------------ | ----------------- | ---------------------- |
| Goleira       | Alyssa Naeher      | Chicago Red Stars | 1.00 GAA               |
| Defensora     | Julie Johnston     | Chicago Red Stars | 1.00 GAA               |
| Defensora     | Ali Krieger        | Washington Spirit | 1.05 GAA               |
| Defensora     | Christie Rampone   | Sky Blue FC       | 1,800 minutos          |
| Defensora     | Casey Short        | Chicago Red Stars | 1,781 minutos          |
| Meio campista | Danielle Colaprico | Chicago Red Stars | 1 Gol, 2 assistências  |
| Meio campista | Vanessa DiBernardo | Chicago Red Stars | 7 assistências         |
| Meio campista | Jess Fishlock      | Seattle Reign FC  | 4 assistências         |
| Meio campista | Kim Little         | Seattle Reign FC  | 6 gols, 2 assistências |
| Atacante      | Crystal Dunn       | Washington Spirit | 2 gols, 5 assistências |
| Atacante      | Shea Groom         | FC Kansas City    | 8 gols                 |

### 2017

#### Titulares (First XI)
Anunciado em 12 de outubro de 2017.
| POSIÇÃO       | JOGADORA         | CLUBEdefes             | NOTA                                                             |
| ------------- | ---------------- | ---------------------- | ---------------------------------------------------------------- |
| Goleira       | Adrianna Franch  | Portland Thorns FC     | 11 shutouts, 80 defesas, .83 GAA                                 |
| Defensora     | Casey Short      | Chicago Red Stars      | 1 gol, 3° melhor defesa da NWSL                                  |
| Defensora     | Abby Dahlkemper  | North Carolina Courage | 121 escanteios batidos, 2 assistências                           |
| Defensora     | Becky Sauerbrunn | FC Kansas City         | 157 limpezas na grande área, 24 bloqueios, 1 gol, 2 assistências |
| Defensora     | Ali Krieger      | Orlando Pride          | 99 limpezas na grande área, 49 intercepções, 2 assistências      |
| Meio campista | Jess Fishlock    | Seattle Reign FC       | 7 gols, 2 assistências                                           |
| Meio campista | Samantha Mewis   | North Carolina Courage | 6 gols, 3 assistências                                           |
| Meio campista | McCall Zerboni   | North Carolina Courage | 3 gols, 1 assistência                                            |
| Atacante      | Marta            | Orlando Pride          | 13 gols, 6 assistências, 64 chances criadas                      |
| Atacante      | Sam Kerr         | Sky Blue FC            | 17 gols, 4 assistências, 2 hattricks, 1 4-gol por jogo           |
| Atacante      | Christen Press   | Chicago Red Stars      | 11 gols, 4 assistências                                          |

#### Reservas (Second XI)
Anunciado em 10 de outubro de 2017.
| POSIÇÃO       | JOGADORA           | CLUBE                  | NOTA                   |
| ------------- | ------------------ | ---------------------- | ---------------------- |
| Goleira       | Katelyn Rowland    | North Carolina Courage | 39 defesas, 8 shutouts |
| Defensora     | Steph Catley       | Orlando Pride          | 2,032 minutos jogados  |
| Defensora     | Abby Erceg         | North Carolina Courage | 1 gol, 2 assistências  |
| Defensora     | Meghan Klingenberg | Portland Thorns FC     | 6 assistências         |
| Defensora     | Emily Menges       | Portland Thorns FC     | 2,063 minutos jogados  |
| Meio campista | Danielle Colaprico | Chicago Red Stars      | 1,903 minutos jogados  |
| Meio campista | Julie Johnston     | Chicago Red Stars      | 4 gols, 3 assistências |
| Meio campista | Lindsey Horan      | Portland Thorns FC     | 4 gols, 2 assistências |
| Meio campista | Sofia Huerta       | Chicago Red Stars      | 6 gols, 4 assistênciaS |
| Atacante      | Alex Morgan        | Orlando Pride          | 9 gols, 4 assistências |
| Atacante      | Megan Rapinoe      | Seattle Reign FC       | 12 gols, 1 assistência |

### 2018
Anunciado em 20 de setembro de 2018.

#### Titulares (First XI)
| POSIÇÃO       | JOGADORA         | CLUBE                  |
| ------------- | ---------------- | ---------------------- |
| Goleira       | Adrianna Franch  | Portland Thorns FC     |
| Defensora     | Emily Sonnett    | Portland Thorns FC     |
| Defensora     | Abby Dahlkemper  | North Carolina Courage |
| Defensora     | Becky Sauerbrunn | Utah Royals FC         |
| Defensora     | Abby Erceg       | North Carolina Courage |
| Meio campista | Tobin Heath      | Portland Thorns FC     |
| Meio campista | Lindsey Horan    | Portland Thorns FC     |
| Meio campista | McCall Zerboni   | North Carolina Courage |
| Atacante      | Crystal Dunn     | North Carolina Courage |
| Atacante      | Sam Kerr         | Chicago Red Stars      |
| Atacante      | Megan Rapinoe    | Seattle Reign FC       |

#### Reservas (Second XI)
| POSIÇÃO       | JOGADORA           | CLUBE                  |
| ------------- | ------------------ | ---------------------- |
| Goleira       | Lydia Williams     | Seattle Reign FC       |
| Defensora     | Emily Menges       | Portland Thorns FC     |
| Defensora     | Merritt Mathias    | North Carolina Courage |
| Defensora     | Steph Catley       | Seattle Reign FC       |
| Defensora     | Julie Ertz         | Chicago Red Stars      |
| Meio campista | Carli Lloyd        | Sky Blue FC            |
| Meio campista | Christine Sinclair | Portland Thorns FC     |
| Meio campista | Debinha            | North Carolina Courage |
| Atacante      | Sofia Huerta       | Houston Dash           |
| Atacante      | Lynn Williams      | North Carolina Courage |
| Atacante      | Rachel Daly        | Houston Dash           |

### 2019
Anunciado em 24 de outubro de 2019.

#### Titulares (First XI)
| POSIÇÃO       | JOGADORA         | CLUBE                  |
| ------------- | ---------------- | ---------------------- |
| Goleira       | Aubrey Bledsoe   | Washington Spirit      |
| Defensora     | Ali Krieger      | Orlando Pride          |
| Defensora     | Abby Dahlkemper  | North Carolina Courage |
| Defensora     | Becky Sauerbrunn | Utah Royals FC         |
| Defensora     | Casey Short      | Chicago Red Stars      |
| Meio campista | Julie Ertz       | Chicago Red Stars      |
| Meio campista | Lindsey Horan    | Portland Thorns FC     |
| Meio campista | Rose Lavelle     | Washington Spirit      |
| Atacante      | Tobin Heath      | Portland Thorns        |
| Atacante      | Sam Kerr         | Chicago Red Stars      |
| Atacante      | Christen Press   | Utah Royals FC         |

#### Reservas (Second XI)
| POSIÇÃO       | JOGADORA         | CLUBE                  |
| ------------- | ---------------- | ---------------------- |
| Goleira       | Alyssa Naeher    | Chicago Red Stars      |
| Defensora     | Lauren Barnes    | Reign FC               |
| Defensora     | Abby Erceg       | North Carolina Courage |
| Defensora     | Kelley O'Hara    | Utah Royals FC         |
| Defensora     | Emily Sonnett    | Portland Thorns FC     |
| Meio campista | Bethany Balcer   | Reign FC               |
| Meio campista | Crystal Dunn     | North Carolina Courage |
| Meio campista | Yuki Nagasato    | Chicago Red Stars      |
| Atacante      | Kristen Hamilton | North Carolina Courage |
| Atacante      | Carli Lloyd      | Sky Blue FC            |
| Atacante      | Megan Rapinoe    | Reign FC               |

### Mais Seleções
A tabela a seguir lista apenas jogadoras que foram incluídas pelo menos três vezes entre as melhores da temporada.
| ^ | Indica jogadoras que ainda estão ativas na NWSL (incluindo jogadoras emprestadas, mas que ainda pertencem à times da NWSL) |

| Jogadoras          | Melhor Time (First XI) | Segundo Melhor Time (Second XI) | Total |
| ------------------ | ---------------------- | ------------------------------- | ----- |
| Becky Sauerbrunn   | 5                      | 0                               | 5     |
| Jess Fishlock      | 4                      | 1                               | 5     |
| Christen Press     | 3                      | 1                               | 4     |
| Ali Krieger        | 2                      | 2                               | 4     |
| Julie Ertz         | 1                      | 3                               | 4     |
| Allie Long         | 2                      | 1                               | 3     |
| Christie Rampone   | 2                      | 1                               | 3     |
| Kim Little         | 2                      | 1                               | 3     |
| Lauren Barnes      | 2                      | 1                               | 3     |
| Lauren Cheney      | 2                      | 1                               | 3     |
| Danielle Colaprico | 0                      | 3                               | 3     |
| Megan Rapinoe      | 0                      | 3                               | 3     |